# نبيل جعدي
نبيل جعدي (ولد في 1 يناير 1996 في بروكسل) هو لاعب كرة قدم بلجيكي من أصول مغربية يلعب حاليا لصالح نادي أستيراس تريبوليس، إعارة من نادي أودينيزي في الدوري الإيطالي الدرجة الأولى. نبيل هو أخ لاعب كرة القدم البلجيكي رضى جعدي.

## روابط خارجية
- نبيل جعدي على موقع الاتحاد الدولي (مؤرشف)  (الإنجليزية)
- نبيل جعدي على موقع الاتحاد البلجيكي (الإنجليزية)
- نبيل جعدي على موقع قاعدة بيانات كرة القدم.إي يو (الإنجليزية)
- نبيل جعدي على موقع Soccerway.com (الإنجليزية)
- نبيل جعدي على موقع AS.com (الإسبانية)